# Чагра капська
Чагра капська (Tchagra tchagra) — вид горобцеподібних птахів родини гладіаторових (Malaconotidae). Мешкає в Південно-Африканській Республіці та Есватіні.

## Опис
Довжина птаха становить 17-21 см. Виду не притаманний статевий диморфізм. Тім'я коричневе, через очі проходять чорні смужки, над очима білі "брови". Верхня частина тіла світло-коричнева, нижня частина тіла світло-сіра. Крила каштанові, хвіст чорний, на кінці білий. Дзьоб довгий, чорний. Молоді птахи мають тьмяніше забарвлення, смуга, яка проходить через очі в них охриста.
Представники підвиду T. t. tchagra мають довгий дзьоб, нижня частина тіла у них темніша. Представники підвиду T. t. caffrariae мають короший дзьоб, нижня частина тіла у них світліша. Представники підвиду T. t. natalensis мають найсвітлішу нижню частину тіла, тім'я у них рудувато-коричневе.

## Підвиди
Виділяють три підвиди:
- T. t. tchagra (Vieillot, 1816) — поширений на півдні ПАР;
- T. t. natalensis (Reichenow, 1903) — поширений на північному сході ПАР та в Есватіні;
- T. t. caffrariae Quickelberge, 1967 — поширений на сході ПАР.

## Екологія
Капські чагри живуть в сухих чагарникових заростях і прибережних чагарниках. Харчуються комахами та іншими безхребетними, яких ловить на землі. Гніздо чашоподібне, розміщується в чагарниках. В кладці 2-3 яйця білого кольору, поцяткованих сірими і червонуватими плямками. Інкубаційний період триває 16 днів, пташенята покидають гніздо на 16 день.